# Jede Sekunde ein Schilling
Jede Sekunde ein Schilling war eine erfolgreiche österreichische Fernsehshow mit Lou van Burg.
Die Show wurde von Lou van Burg und Jean-Paul Blondeau entwickelt und vom Österreichischen Rundfunk produziert. Sie  lief von 1959 bis 1961. Die Begleitband wurde von Johannes Fehring geleitet. In Österreich war die Sendung ein Erfolg, sodass sie auch bei der ARD, der die Idee vorher angeboten, von dieser aber abgelehnt worden war, ein halbes Jahr später übernommen wurde. Die Erstausstrahlung in Deutschland war der 20. Juni 1959.

## Die Idee
Für jede Sekunde, die ein Kandidat eine Aufgabe ausübte, bekam er einen Schilling. Die Aufgaben schienen am Anfang sehr einfach. Spannend wurde die Sendung dadurch, dass während der Aufgabe unerwartete Sachen passierten, zum Beispiel musste der Kandidat unter einem von zehn Fenstern ein Lied singen, später wurde dann Wasser aus den Fenstern geschüttet.